# Michael Ontkean
Michael Leonard Ontkean (Vancouver, 24 januari 1946) is een Canadees acteur. Hij speelde vanaf 1957 in enkele tientallen films, maar is het meest bekend van zijn rol als sheriff Harry S. Truman in de televisieserie Twin Peaks.

## Biografie
Ontkean was als jonge tiener al te zien in uitzendingen van de Canadese publieke omroep. Op elfjarige leeftijd maakte hij reeds zijn opwachting in de serie Hawkeye and the Last of the Mohicans. Hij studeerde aan de Universiteit van New Hampshire, waar hij bekend was als een begenadigd ijshockeyspeler die uitkwam in het universiteitsteam. Ontkean koos echter voor een carrière als acteur. Hij was onder meer te zien in de serie The Rookies en naast Paul Newman in de ijshockeykomedie Slap Shot.
Het meest tot de verbeelding spreekt echter zijn hoofdrol in de televisieserie Twin Peaks uit 1990. Als Harry S. Truman, de sheriff van het plaatsje Twin Peaks, staat hij FBI-agent Dale Cooper (Kyle MacLachlan) bij in de speurtocht naar de moordenaar van scholiere Laura Palmer.

## Persoonlijk
Ontkean is getrouwd met actrice Jamie Smith-Jackson en heeft twee kinderen.